# 인시디어스: 두번째 집
《인시디어스: 두 번째 집》(영어: Insidious: Chapter 2)은 2013년 공개된 미국의 초자연 공포 영화이다. 2011년 영화 《인시디어스》의 속편이다.
2015년 프리퀄 《인시디어스 3》이 개봉하였다.

## 출연진
- 로즈 번
- 패트릭 윌슨
  - 개릿 라이언
- 타이 심프킨스
- 린 셰이
  - 린지 사임
- 스티브 콜터
  - 행크 해리스
- 바버라 허시
  - 조슬린 도너휴
- 리 워넬
- 앵거스 샘프슨
- 앤드루 애스터
- 대니엘 비수티
- 톰 피츠패트릭
  - 타일러 제임스 그리핀
- 마이클 비치
- J. 러로즈
- 에드위나 핀들리
- 호르헤루이스 파요
- 프리실라 가리타
- 제나 오테이가

## 기타 제작진
- 총괄 제작: 브라이언 캐버나존스, 페터 슐레슬, 스티븐 슈나이더
- 공동 제작: 릭 A. 오사코
- 배역: 앤 매카시
- 미술: 제니퍼 스펜스
- 세트: 로리 메이저
- 의상: 크리스틴 M. 버크